# Salpis synopsioides
Salpis synopsioides là một loài bướm đêm trong họ Geometridae.